# Comuna Sokolivske
Sokolivske (în ucraineană Соколівське) este o comună în raionul Kirovohrad, regiunea Kirovohrad, Ucraina, formată din satele Cerneahivka, Lîpove, Nova Pavlivka, Novopetrivka și Sokolivske (reședința).

## Demografie
Componența lingvistică a comunei Sokolivske
     Ucraineană (91,09%)
     Rusă (7,14%)
     Alte limbi (1,01%)
Conform recensământului din 2001, majoritatea populației comunei Sokolivske era vorbitoare de ucraineană (91,09%), existând în minoritate și vorbitori de rusă (7,14%).